# Metsaküla (Saaremaa)
Koordinaten: 58° 21′ N, 22° 48′ O
Metsaküla ist ein Dorf (estnisch küla) auf der größten estnischen Insel Saaremaa. Es gehört zur Landgemeinde Saaremaa (bis 2017: Landgemeinde Pihtla) im Kreis Saare. Metsaküla ist nicht zu verwechseln mit Kõruse-Metsaküla und Lussu, die ebenfalls auf der Insel Saaremaa liegen und bis 2017 Metsaküla hießen.
Das Dorf hat heute nur noch einen Einwohner (Stand 31. Dezember 2011).